# بنجامين أ. إلمان
بنجامين أ. إلمان (بالإنجليزية: Benjamin A. Elman) هو مؤرخ أمريكي، ولد في 1946.